# Джеймс Сити (окръг, Вирджиния)
Джеймс Сити (на английски: James City County) е окръг в щата Вирджиния, Съединени американски щати. Площта му е 465 km², а населението - 62 394 души (2008). Административен център е град Уилямсбърг.